# 格雷阿卢
格雷阿卢（法語：Gréalou，法語發音：[ɡʁealu]）是法国洛特省的一个市镇，属于菲雅克区。

## 地理
格雷阿卢（44°32'11"N, 1°53'15"E）面积17.5 平方千米，位于法国奧克西塔尼大區洛特省，该省份为法国西南部内陆省份，北起顺时针与科雷兹省、康塔爾省、阿韦龙省、塔恩-加龙省、洛特-加龍省和多尔多涅省接壤。
与格雷阿卢接壤的市镇（或旧市镇、城区）包括：贝迪埃、布朗格、卡德里约、卡雅尔、卡拉亚克、蒙布兰、圣舍尔。

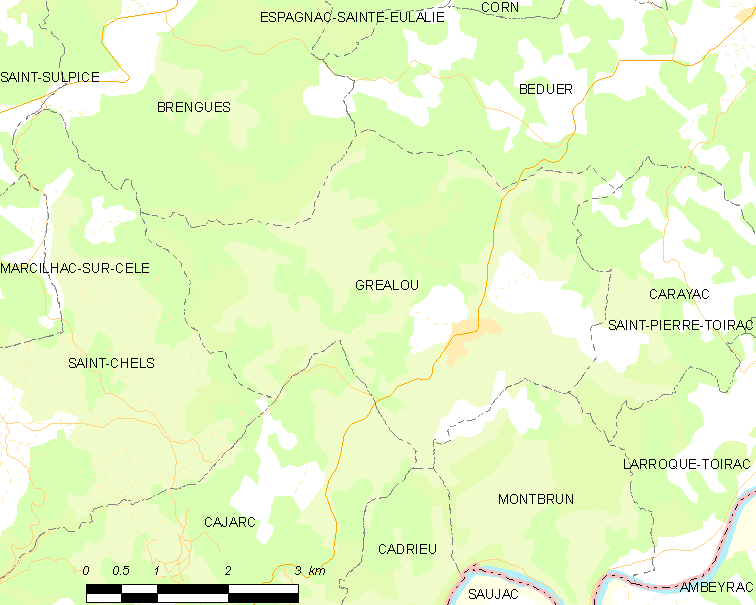
格雷阿卢的OSM定位图

格雷阿卢的时区为UTC+01:00、UTC+02:00（夏令时）。

## 行政
格雷阿卢的邮政编码为46160，INSEE市镇编码为46129。

## 政治
格雷阿卢所属的省级选区为科斯与谷地县。

## 人口

1962-2008年间格雷阿卢人口变化图示

格雷阿卢于2022年1月1日时的人口数量为302人。